# Heer van het Duister
Heer van het Duister (originele titel: Lord of the Shadows) is het elfde deel van de twaalfdelige jeugdboekenreeks De wereld van Darren Shan van de Ierse schrijver Darren Shan. De verhalen in deze boekenreeks draaien om een jongen, eveneens Darren Shan genaamd, die een vampier wordt en in een strijd tussen twee vampierclans belandt.
Het boek verscheen oorspronkelijk in 2005 en werd in het Nederlands uitgegeven door uitgeverij Kluitman. De reeks is geschreven in de ik-vorm vanuit het perspectief van Darren Shan, die zowel het hoofdpersonage als de verteller is.

## Verhaal
In Heer van het Duister keert Darren Shan terug naar zijn geboortestad, waar hij wordt geconfronteerd met zijn verleden, zijn familie en de keuzes die hij als vampiersprins heeft gemaakt. De spanningen tussen de vampiers en de vampanez zijn intussen tot een kookpunt gekomen. Darren komt oog in oog te staan met de duistere profetie die hem al sinds het begin van de saga achtervolgt: dat ofwel hij, ofwel zijn rivaal de Vampaneesheer, de nieuwe Heer van het Duister zal worden.